# Jennifer Schwalbach Smith
Jennifer Schwalbach Smith (née le 7 avril 1971) est une actrice américaine, ancienne reporter à USA Today. Elle est mariée au réalisateur Kevin Smith depuis 1999.

## Biographie

### Vie privée
Elle s'est mariée avec Kevin Smith le 25 avril 1999. Ils s'étaient rencontrés lorsqu'elle travaillait à USA Today. Elle était venue interviewer Kevin Smith à propos de rumeurs disant qu'il était le vrai auteur du scénario du film Will Hunting, écrit par deux amis du réalisateur, Matt Damon et Ben Affleck.
Avec Kevin Smith, ils ont eu une fille, appelée Harley Quinn Smith, du nom d'un personnage de la série animée Batman, Harley Quinn.
Elle habite aujourd'hui à Los Angeles avec sa fille, son mari, et ses parents.

### Carrière au cinéma
D'après le commentaire audio sur le DVD de Jay et Bob contre-attaquent (Jay and Silent Bob Strike Back, 2001), Kevin Smith cherchait quelqu'un pour le rôle de Missy, l'un des voleuses de diamants. Jennifer Schwalbach demanda alors le rôle à son mari, qui lui donna sa chance. Leur fille apparaît brièvement dans ce film : elle joue Silent Bob bébé.
Elle fait alors des caméos dans les films de son mari, comme Père et Fille (2004), et apparaît brièvement dans la série télévisée canadienne Degrassi : La Nouvelle Génération.
En janvier 2004, elle apparaît très dénudée aux côtés de Superman dans le magazine Playboy, photographiée par son mari.
La même année, elle coréalise avec Malcolm Ingram, le documentaire Oh, What a Lovely Tea Party, qui revient sur le tournage de Jay et Bob contre-attaquent (Jay and Silent Bob Strike Back). Le documentaire est présenté au Vulgarthon 2005, un festival privé à Los Angeles puis au Vulgarthon 2006 dans le New Jersey.
En 2006, elle apparaît dans Clerks 2, la suite de Clerks, les employés modèles, le premier film de Kevin Smith. Elle y joue Emma Bunting, la fiancée envahissante de Dante Hicks.

## Filmographie

### Réalisatrice
- 2004 : Oh, What a Lovely Tea Party coréalisé avec Malcolm Ingram

### Actrice
- 2001 : Jay et Bob contre-attaquent (Jay and Silent Bob Strike Back) de Kevin Smith : Missy
- 2002 : Now You Know de Jeff Anderson : Bachelor Party Hooker
- 2004 : Père et Fille (Jersey Girl) de Kevin Smith : Susan
- 2005 : Degrassi : La Nouvelle Génération (Degrassi: The Next Generation) saison 4, épisodes 20 et 21 : La Blonde / Assistante caméra
- 2006 : Clerks 2 (Clerks II) de Kevin Smith : Emma Bunting
- 2008 : Zack et Miri font un porno (Zack and Miri Make a Porno) de Kevin Smith : Betsy
- 2011 : Red State de Kevin Smith : Esther
- 2014 : Tusk de Kevin smith : la serveuse du Gimli Slider
- 2019 : Jay and Silent Bob Reboot de Kevin Smith : Miss McKenzie